# 内藤正成
内藤 正成（ないとう まさなり）は、戦国時代の武将。徳川氏の家臣。

## 生涯
享禄元年（1528年）、内藤清長の弟・内藤甚五左衛門忠郷の次男として生まれる。はじめは伯父の清長に仕えたが、やがて松平広忠の家臣となり、その死後は徳川家康に近侍として仕えた。15歳の時、織田信秀の侵入の際、矢を射て退けた。[要出典]
16歳のときの小豆坂の戦いで才能を発揮する。果敢に攻め寄る織田軍を矢継ぎ早で攻撃し、200人以上を死傷させ、戦局を左右させたと伝わっている。[要出典]
大高城兵糧入れにも同行。
三河一向一揆の折には、敵対した舅石川氏の両膝を射抜き撃退。また一揆方の勇将·渡辺高綱を射抜く大功を挙げた。[要出典]
三方ヶ原の戦いでは、長男を失いながらも奮戦し、高天神城攻城戦でも、敵方武田軍からもその射力を恐れられたほどの強弓の武功者であった。[要出典]
天正18年（1590年）家康が関東に移ったとき、三河国幡豆郡700石の知行から、武蔵国埼玉郡栢間村、戸ヶ崎村、新堀村、三箇村、小林村などに5000石を与えられ、栢間陣屋（現在の菖蒲町下栢間の栢間小学校付近。1万坪を超える敷地だった）を構える。
しかし嫡男を失いながらも長年弓をもって家康を支えた正成にとってこの扱いは不遇であったとされる。これは文治派と武断派の対立のなかで、武断派の筆頭であった正成が政争に敗れたためとされる。[要出典]
失意の末、病に倒れ、徳川秀忠が医師久志本左京亮常衡を差し向けたが、治療の甲斐なく、慶長7年（1602年）4月12日に死去。享年75。
正成系内藤家は、寛永8年（1631年）に孫の3代新五郎忠俊（忠利）の不祥事により改易となるが、正成の三河以来の武功が評価され、[要出典]徳川秀忠の側近で2900石の旗本であった同じく孫の正重（忠俊の従兄弟）が旧知通りの5000石を与えられた。天和2年（1682年）5代正吉のときに上野台之郷・下野作原で700石加増され、5700石の大身旗本として幕末の14代正從（まさとも）まで続く。
正成は武勇に優れ、特に弓矢の腕に関しては並ぶ者なしだったと言われている。[要出典]松平広忠に仕えることができたのも、その弓の腕を広忠に見込まれたためとも言われる説があるほどで、その武勇から徳川十六神将の一人として数えられている。
内藤家は弓の名手を輩出する家柄だったが、正成がその器量が傑出しており、「軍神四郎左兵衛門」と畏敬された。[要出典]